# Cowboys vs. Dinosaurs
Cowboys vs. Dinosaurs ist ein amerikanischer Science-Fiction-Film des Regisseurs Ari Novak aus dem Jahr 2015.

## Handlung
In einer amerikanischen Kleinstadt wird in einer Iridiummine durch eine Sprengung eine Höhle geöffnet, in der Dinosaurier leben. Die Dinosaurier töten mehrere Minenarbeiter, nur Quaid kann entkommen, allerdings glaubt ihm niemand seine Geschichte. Auch als er später einen der Dinosaurier tötet und mit dem Kadaver in die Stadt kommt, versuchen der Minenbesitzer Marcus und Sheriff Henry, die Wahrheit zu unterdrücken.
Als immer mehr Dinosaurier in die Stadt einfallen und die Bewohner töten, verschanzen sich die Überlebenden in einem Lokal. Die Wissenschaftlerin Dr. Sinclair erklärt ihnen, dass das Blut der Dinosaurier aufgrund ihres Lebens in der unterirdischen Höhle methanhaltig ist, weshalb man sie mit Feuer töten kann.
Val, ein ehemaliger Rodeoreiter, und seine Exfreundin Sky, die inzwischen mit dem Sheriff liiert ist, konnten aus der Stadt fliehen, kehren aber zurück, um die anderen Bewohner zu retten. Gemeinsam mit Quaid und Jenny gelingt es ihnen, die Dinosaurier aus der Stadt zu locken und zu töten.
Als sich Val und Sky am Ende des Films in die Arme fallen, bricht aus der Erde ein Flugsaurier hervor.

## Hintergrund
Cowboys vs. Dinosaurs wurde in Livingston, Montana, gedreht. In den USA wurde der Film am 19. Mai 2015 veröffentlicht, in Deutschland am 30. Oktober 2015. Am 21. September 2018 wurde der Film im Rahmen der Reihe Die schlechtesten Filme aller Zeiten (SchleFaZ) auf Tele 5 gezeigt.

## Kritik
„Trashfilm mit unsinniger Handlungsprämisse, der auf Mädchen in Tanktops und knappen Short und schlecht animierte Urzeitechsen setzt.“

## Besetzung und Synchronisation
Cowboys vs. Dinosaurs wurde bei der Splendid Synchron GmbH unter der Dialogregie von Ilya Welter, die auch das Dialogbuch schrieb, synchronisiert.
| Darsteller        | Deutscher Sprecher | Rolle        |
| ----------------- | ------------------ | ------------ |
| Eric Roberts      | Ekkehardt Belle    | Trent Walker |
| Rib Hillis        | Olaf Reitz         | Val Walker   |
| Casey Fitzgerald  | Corinna Dorenkamp  | Sky          |
| Vernon Wells      | Josef Tratnik      | Marcus       |
| John Freeman      | Volker Wolf        | Henry        |
| Sara Malakul Lane | Jana Kilka         | Dr. Sinclair |
| Heather Foote     | Katrin Heß         | Jenny        |
| Kelcivious Jones  |                    | Quaid        |